# Латроб (Пенсильвания)
Латроб (англ. Latrobe, /leɪˈtroʊb/) — город в округе Уэстморленд, штат Пенсильвания в Соединенных Штатах, входящий в Питтсбургскую агломерацию.
Население города 8338 человек по данным переписи 2010 года (9265 в 1990 году). Латроб был зарегистрирован как «боро» в 1854 году, и как город в 1999 году. Нынешний мэр Розмари М. Волфорд.
Среди достопримечательностей города: дом детства Фреда Роджерса, детского телеведущего, который был похоронен на кладбище города в 2003 году. Латроб — родина первого бананового сплита, изобретенного Дэвидом Стриклером в 1904 году. Латроб также является местом тренировок шестикратного чемпиона Супербоула «Питтсбург Стилерз».
В городе также есть пивоварня.

## История
В 1852 году Оливер Барнс (инженер-строитель на железной дороге Пенсильвании) изложил планы сообщества, которое было заложено в 1854 году как «боро Латроб». Барнес назвал город в честь своего лучшего друга и одноклассника по колледжу, Бенджамина Латроба, который был инженером-строителем на железной дороге «Балтимор и Огайо» (Его отец, Бенджамин Генри Латроб, был архитектоом, который построил Капитолий США в Вашингтоне после войны 1812 года).
Его расположение вдоль трассы железной дороги Пенсильвании помог Латробу перерасти в значительный промышленный центр. В Латробе с 1877 по 1952 год была также проведена Лигоньерскодолинная железная дорога.
В 1904 году в Латробе Дэвидом Эвансом Стриклером был изобретен банановый сплит.
Латроб имеет два места внесенных в национальный регистр исторических мест:
- Пенсильванский железнодорожный вокзал в Латробе (325 Маккинли-Авеню): эта станция была построена Пенсильванской железной дорогой в 1903 году[5].
- Гражданский Национальный банк Латроб (816 Лигоньер улица): высотой в шесть этажей, это самое высокое здание города, ранее называвшееся Меллон Банк. Это построенное в 1926 здание было спроектировано в Гринсберге фирмой «Бартоломью и Смит»[6].

## География
Латроб расположен в 40°18′54″ с. ш. 79°22′52″ з. д. (40.314940, −79.381171). По данным Бюро переписи населения США, город имеет общую площадь в 2,3 квадратной мили (6,0 км2).

## Демография
По данным переписи населения в 2010 году проживало 8338 человек, а плотность населения составляла 3913.6 человек на квадратную милю (1509.8/км²). Расовый состав города: 98,78 % — белые, 0,32 % — афроамериканцы, 0,08 % — коренные американцы, 0,44 % — азиаты, 0,07 % — другие и 0,31 % — смешанной расы.

## Транспорт
- Арнольд Палмер, Региональный аэропорт (ранее известный как Уэстморленд Каунти аэропорт)
- Латроб (Амтрак)
- Уэстморленд транзит ежедневно проходит локально и пригородные маршруты в Питтсбург & Джонстаун.

## Экономика
- Kennametal